# Weingut Prinz von Hessen
Das Weingut Prinz von Hessen befindet sich am südöstlichen Ortsrand von Johannisberg im Rheingau und wurde 1957 von Philipp Landgraf von Hessen für die Hessische Hausstiftung erworben. Markenzeichen des Weingutes ist das Wappen der Prinzen und Landgrafen von Hessen, der rot-weiß gestreifte Löwe von Heinrich I.
Das Weingut wird heute von Donatus Prinz von Hessen und dessen Direktorin Bärbel Weinert geführt.

## Geschichte
Nach dem Kauf des Weingutes im Jahre 1957 mit 7 ha wurde es im Laufe der darauf folgenden Jahre auf 47 ha Weinbaufläche vergrößert. Später wurden Flächen abgegeben, die geografisch und/oder qualitativ nicht zum Weingut passten, die Fläche sank so auf 33 ha und dabei wurde der Sortenspiegel bereinigt. Es wurden z. B. Rebsorten wie Müller-Thurgau und Scheurebe aus den Weinbergen entfernt. Hauptsächlich wird Riesling produziert. Daneben gibt es einen Weißburgunder-Weinberg und zwei Rotweinsorten mit kleineren Parzellen.

## Anbaufläche
Zum Zeitpunkt des Erwerbs umfasste das Gut im Weinbaugebiet Rheingau eine Rebfläche von 7 ha, welche in den darauf folgenden Jahren stark angestiegen ist und sich jetzt bei 33 ha eingependelt hat. Bei der Lagenklassifikation im Jahr 1999 wurden 22 ha, also knapp 70 % der Weingutsfläche, als Erstes Gewächs klassifiziert.
Die Erzeugnisse des Weinguts Prinz von Hessen reifen vorwiegend in den Lagen Johannisberger Klaus, Winkeler Hasensprung, Winkeler Jesuitengarten und Kiedricher Sandgrub. Zu 90 % sind die Weinberge mit Riesling bestockt, daneben baut das Weingut Weißburgunder, Merlot und Spätburgunder an.

## Vinifizierung und Ausbau
Das im VDP und DLG organisierte Weingut betreibt einen naturnahen Weinbau. Der durchschnittliche Ertrag liegt bei 60 bis 80 hl je ha, bei den Spitzenweinen bei 30 bis 50 hl je ha. Die selektiv gelesenen Trauben werden schonend gepresst. Darauf folgt eine schonend gekühlte Sedimentation und gekühlte Vergärung.
Die Rotweine lagern für zehn bis zwölf Monate in Barriquefässern, wohingegen die Weißweine in Edelstahltanks lagern. Seit Herbst 2008 werden einige der besten trockenen Rieslinge in den für den Rheingau traditionellen Holzfässern gelagert. Die Premium- und edelsüßen Weine werden bisher mit Naturkork verschlossen, die Gutsweine und seit 2008 auch die Lagenweine im Kabinettbereich tragen Schraubverschlüsse.

## Auszeichnungen

### Eichelmann 2010
- 2007er Johannisberger Klaus Riesling 1. Gewächs                 88 Punkte
- 2007er Winkeler Hasensprung Riesling 1. Gewächs                 86 Punkte
- 2008er Winkeler Jesuitengarten Riesling 1. Gewächs              87 Punkte
- 2008er Johannisberger Klaus Riesling 1. Gewächs                 88 Punkte
- 2008er Prinz von Hessen Riesling Dachsfilet                     88 Punkte

### International Wine Challenge IWC
- 2007er Winkeler Jesuitengarten Riesling Erstes Gewächs[3] Gold
- 2007er Johannisberger Klaus Riesling Kabinett trocken[4] Gold

### Gault-Millau WeinGuide Deutschland 2010
- 2008er Winkeler Hasensprung Riesling „Erstes Gewächs“ 89 Punkte
- 2008er Prinz von Hessen Riesling Dachsfilet 86 Punkte
- 2008er Johannisberger Klaus Riesling Auslese 89 Punkte

### 2008 Riesling du Monde
- 2004er Johannisberger Klaus Riesling Eiswein Gold
- 2005er Johannisberger Klaus Riesling Auslese Gold[6]